# Valentine Quenum
Valentine Quenum, née le 31 octobre 1941 à Cotonou au Dahomey, est une bibliothécaire, membre de l'Association des étudiants dahoméens (AED), de la Fédération des étudiants d’Afrique noire en France (FEANF), du Comité national révolutionnaire (CNR), Secrétaire générale du Comité neutre des femmes.

## Biographie

### Études
Valentine Quenum, après une partie de ses études primaires à Porto-Novo, une seconde partie à Saint-Louis du Sénégal, revient au Dahomey et s'inscrit au collège Notre-Dame-des-Apôtres de Cotonou où elle finit sa scolarité primaire et effectue son cycle secondaire. Elle y passe la première partie du baccalauréat, mais c’est à Dakar qu’elle réussit, en candidate libre, la deuxième partie. Elle s'inscrit à l’université de Dakar d'où elle est expulsée, comme tous les étudiants étrangers refoulés du pays. Elle va ainsi poursuivre ses études universitaires en France, pour lesquelles elle obtient une bourse. Après une année de droit à l'université de Rennes, elle s'inscrit de nouveau dans une école d’administration à Paris, l’Institut national d’administration universitaire et scolaire (INAS), sur recommandation du recteur de l’université de Cotonou qui lui demande de faire des études qui puissent la préparer à s’occuper de l’administration universitaire.

## Carrière professionnelle
Elle revient au Dahomey où elle obtient un poste à la bibliothèque universitaire , mais doit repartir en France, pour améliorer sa formation. Elle fait donc deux ans à l’École nationale supérieure des bibliothèques (ENSB), l’actuelle ENSSIB, qui se trouve à Lyon. Étudiante en France, elle milite d’abord à l’Association des étudiants dahoméens (AED) puis à la Fédération des étudiants d’Afrique noire en France (FEANF). Elle y est élue secrétaire aux affaires sociales pour l’année 1972. En 1973, elle rentre au pays, à l’époque de la révolution béninoise. Elle dirige la bibliothèque universitaire et passe sa licence de droit. Elle devient également secrétaire générale du Comité neutre des femmes qui s’est mis en place par opposition à d’autres organisations de femmes, plus nettement politisées. Elle représente le comité neutre ou Comité national révolutionnaire (CNR). Elle exerce ses fonctions de directrice de la bibliothèque universitaire jusqu’à sa retraite, le 1er octobre 1997.